# Lijst van medaillewinnaars op de Olympische Jeugdwinterspelen 2016
Deze pagina geeft een totaal overzicht van de lijst van medaillewinnaars op de Olympische Jeugdwinterspelen 2016 in Lillehammer, Noorwegen. Hierbij is de indeling alfabetisch gerangschikt op basis van de zeven olympische sporten en binnen de sporten op discipline.

## Biatlon
| Onderdeel                      | Goud | Goud                                                                                    | Zilver | Zilver                                                             | Brons | Brons                                                                   |
| ------------------------------ | ---- | --------------------------------------------------------------------------------------- | ------ | ------------------------------------------------------------------ | ----- | ----------------------------------------------------------------------- |
| Sprint (7,5 km) (m)            | FRA  | Emilien Claude                                                                          | NOR    | Sivert Guttorm Bakken                                              | RUS   | Egor Tutmin                                                             |
| Achtervolging (10 km) (m)      | NOR  | Sivert Guttorm Bakken                                                                   | RUS    | Egor Tutmin                                                        | RUS   | Said Chalili                                                            |
|                                |      |                                                                                         |        |                                                                    |       |                                                                         |
| Sprint (6 km) (v)              | GER  | Juliane Frühwirt                                                                        | NOR    | Marthe Krakstad Johansen                                           | KAZ   | Arina Pantova                                                           |
| Achtervolging (7,5 km) (v)     | UKR  | Khrystyna Dmytrenko                                                                     | NOR    | Marthe Krakstad Johansen                                           | FRA   | Lou Jeanmonnot Laurent                                                  |
|                                |      |                                                                                         |        |                                                                    |       |                                                                         |
| Gemengde estafette             | CHN  | Zhu Zhenyu Meng Fanqi                                                                   | NOR    | Fredrik Qvist Buchen-Johannessen Marthe Krakstad Johansen          | RUS   | Egor Tutmin Ekaterina Ponedelko                                         |
| Gemengde estafette, landenteam | NOR  | Sivert Guttorm Bakken Fredrik Bucher-Johannessen Marthe Krakstad Johansen Marit Oeygard | GER    | Simon Gross Danilo Riethmueller Juliane Fruehwirt Franziska Pfnuer | ITA   | Patrick Braunhofer Cedric Christille Samuela Comola Irene Lardschneider |

## Curling
| Onderdeel                                | Goud    | Goud                                                   | Zilver  | Zilver                                                 | Brons   | Brons                                                       |
| ---------------------------------------- | ------- | ------------------------------------------------------ | ------- | ------------------------------------------------------ | ------- | ----------------------------------------------------------- |
| Teamwedstrijd gemengd, (nationaal)       | CAN     | Sterling Middleton Tyler Tardi Karlee Burgess Mary Fay | USA     | Ben Richardson Luc Violette Cora Farrell Cait Flannery | SUI     | Philipp Hösli Henwy Lochmann Laura Engler Selina Witschonke |
|                                          |         |                                                        |         |                                                        |         |                                                             |
| Dubbeltoernooi gemengd, (internationaal) | SUI JPN | Philipp Hösli Yako Matsuzawa                           | GBR CHN | Ross Whyte Han Yu                                      | NOR CHN | Andreas Hårstad Zhao Ruiyi                                  |

## IJshockey
| Onderdeel                 | Goud             | Goud             | Zilver   | Zilver            | Brons       | Brons             |
| ------------------------- | ---------------- | ---------------- | -------- | ----------------- | ----------- | ----------------- |
| Landenwedstrijd (m)       | Verenigde Staten | Verenigde Staten | Canada   | Canada            | Rusland     | Rusland           |
| Vaardigheidswedstrijd (m) | ROU              | Eduard Casaneanu | SVK      | Sebastian Cederle | GER         | Erik Betzold      |
|                           |                  |                  |          |                   |             |                   |
| Landenwedstrijd (v)       | Zweden           | Zweden           | Tsjechië | Tsjechië          | Zwitserland | Zwitserland       |
| Vaardigheidswedstrijd (v) | JPN              | Sena Takenaka    | ITA      | Anita Muraro      | AUT         | Theresa Schafzahl |

## Rodelen
| Onderdeel    | Goud | Goud                                                            | Zilver | Zilver                                                                  | Brons | Brons                                                       |
| ------------ | ---- | --------------------------------------------------------------- | ------ | ----------------------------------------------------------------------- | ----- | ----------------------------------------------------------- |
| Enkel (m)    | LAT  | Kristers Aparjods                                               | GER    | Paul-Lukas Heider                                                       | CAN   | Reid Watts                                                  |
| Dubbel (m)   | ITA  | Felix Schwarz Lukas Gufler                                      | GER    | Hannes Orlamuender Paul Gubitz                                          | RUS   | Vsevolod Kashkin Konstantin Korshunov                       |
|              |      |                                                                 |        |                                                                         |       |                                                             |
| Enkel (v)    | CAN  | Brooke Apshkrum                                                 | GER    | Jessica Tiebel                                                          | AUT   | Madeleine Egle                                              |
|              |      |                                                                 |        |                                                                         |       |                                                             |
| Gemengd team | GER  | Jessica Tiebel Paul-Lukas Heider Hannes Orlamuender Paul Gubitz | RUS    | Olesya Mikhaylenko Evgenii Petrov Vsevolod Kashkin Konstantin Korshunov | ITA   | Marion Oberhofer Fabian Malleier Felix Schwarz Lukas Gufler |

## Schaatssporten

### Kunstrijden
| Onderdeel                      | Goud            | Goud                                                                                                   | Zilver          | Zilver                                                                                           | Brons           | Brons                                                                                               |
| ------------------------------ | --------------- | --- | --------------- | ------------------------------------------------------------------------------------------------ | --------------- | --------------------------------------------------------------------------------------------------- |
| Jongens                        | JPN             | Sōta Yamamoto                                                                                          | LAT             | Deniss Vasiļjevs                                                                                 | RUS             | Dmitri Aliev                                                                                        |
| Meisjes                        | RUS             | Polina Tsoerskaja                                                                                      | RUS             | Maria Sotskova                                                                                   | KAZ             | Jelizabet Toersynbajeva                                                                             |
| Paarrijden                     | RUS             | Dmitri Sopot Jekaterina Borisova                                                                       | CZE             | Martin Bidař Anna Dušková                                                                        | RUS             | Nikita Volodin Alina Ustimkina                                                                      |
| IJsdansen                      | RUS             | Grigory Smirnov Anastasia Shpilevaya                                                                   | USA             | Logan Bye Chloe Lewis                                                                            | RUS             | Kirill Aljosjin Anastasia Skoptsova                                                                 |
|                                |                 | |                 |                                                                                                  |                 | |
| Gemengd team, (internationaal) | RUS CHN USA RUS | Team Desire Dmitri Aliev Li Xiangning Joseph Goodpaster Sarah Rose Kirill Aljosjin Anastasia Skoptsova | UKR LAT CZE FRA | Team Future Ivan Shmuratko Diāna Ņikitina Martin Bidař Anna Dušková Mathieu Couyras Julia Wagret | LAT HUN CHN CAN | Team Discovery Deniss Vasiļjevs Fruzsina Medgyesi Li Bowen Gao Yumeng Zachary Lagha Marjorie Lajoie |

### Langebaanschaatsen
| Onderdeel                              | Goud            | Goud                                                           | Zilver          | Zilver                                                     | Brons           | Brons                                                         |
| -------------------------------------- | --------------- | -------------------------------------------------------------- | --------------- | ---------------------------------------------------------- | --------------- | ------------------------------------------------------------- |
| 500 meter (m)                          | CHN             | Li Yanzhe                                                      | JPN             | Kazuki Sakakibara                                          | KOR             | Chung Jae-woong                                               |
| 1500 meter (m)                         | KOR             | Kim Min-seok                                                   | JPN             | Daichi Horikawa                                            | NED             | Daan Baks                                                     |
| Massastart (m)                         | KOR             | Kim Min-seok                                                   | KOR             | Chung Jae-woong                                            | NOR             | Allan Dahl Johansson                                          |
|                                        |                 |                                                                |                 |                                                            |                 |                                                               |
| 500 meter (v)                          | KOR             | Kim Min-sun                                                    | CHN             | Han Mei                                                    | CHN             | Li Huawei                                                     |
| 1500 meter (v)                         | KOR             | Park Ji-woo                                                    | CHN             | Han Mei                                                    | ITA             | Noemi Bonazza                                                 |
| Massastart (v)                         | KOR             | Park Ji-woo                                                    | CHN             | Han Mei                                                    | KOR             | Kim Min-sun                                                   |
|                                        |                 |                                                                |                 |                                                            |                 |                                                               |
| Team sprint, gemengd, (internationaal) | KOR CHN ITA MGL | Chung Jae-woong Shen Hanyang Noemi Bonazza Sumiya Buyantogtokh | USA KAZ NED POL | Austin Kleba Anvar Mukhamadeyev Elisa Dul Karolina Gasecka | GER NOR ITA ROU | Ole Jeske Allan Dahl Johansson Chiara Cristelli Mihaela Hogas |

- (en)  Uitslagen 500m en 1500m op SpeedskatingResults.

### Shorttrack
| Onderdeel                                 | Goud            | Goud                                               | Zilver          | Zilver                                                     | Brons           | Brons                                                          |
| ----------------------------------------- | --------------- | -------------------------------------------------- | --------------- | ---------------------------------------------------------- | --------------- | -------------------------------------------------------------- |
| 500 meter (m)                             | KOR             | Hong Kyung-hwan                                    | JPN             | Kazuki Yoshinaga                                           | CHN             | Wei Ma                                                         |
| 1000 meter (m)                            | KOR             | Hwang Dae-heon                                     | CHN             | Wei Ma                                                     | HUN             | Shaoang Liu                                                    |
|                                           |                 |                                                    |                 |                                                            |                 |                                                                |
| 500 meter (v)                             | CHN             | Yize Zang                                          | HUN             | Petra Jaszapati                                            | BUL             | Katrin Manoilova                                               |
| 1000 meter (v)                            | KOR             | Kim Ji-yoo                                         | KOR             | Lee Su-youn                                                | GER             | Anna Seidel                                                    |
|                                           |                 |                                                    |                 |                                                            |                 |                                                                |
| Aflossing, gemengd team, (internationaal) | BEL FRA NOR KOR | Stijn Desmet Quentin Fercoq Ane Farstad Kim Ji-yoo | NED JPN HUN AUS | Tjerk de Boer Kiichi Shigehiro Petra Jaszapati Julia Moore | LAT JPN BUL KAZ | Karlis Kruzbergs Kazuki Yoshinaga Katrin Manoilova Anita Nagay |

## Skisporten

### Alpineskiën
| Onderdeel                                | Goud | Goud                           | Zilver | Zilver                              | Brons | Brons                           |
| ---------------------------------------- | ---- | ------------------------------ | ------ | ----------------------------------- | ----- | ------------------------------- |
| Combinatie (m)                           | USA  | River Radamus                  | AUT    | Manuel Traninger                    | ITA   | Pietro Canzio                   |
| Reuzenslalom (m)                         | USA  | River Radamus                  | JPN    | Yohei Koyama                        | GER   | Anton Grammel                   |
| Slalom (m)                               | AUT  | Manuel Traninger               | SWE    | Filip Vennerström                   | NOR   | Odin Vassbotn Breivik           |
| Super-G (m)                              | USA  | River Radamus                  | ITA    | Pietro Canzio                       | AUT   | Manuel Traninger                |
|                                          |      |                                |        |                                     |       |                                 |
| Combinatie (v)                           | SUI  | Aline Danioth                  | SUI    | Mélanie Meillard                    | GER   | Katrin Hirtl-Stanggassinger     |
| Reuzenslalom (v)                         | SUI  | Mélanie Meillard               | GER    | Katrin Hirtl-Stanggassinger         | SUI   | Aline Danioth                   |
| Slalom (v)                               | SUI  | Aline Danioth                  | CAN    | Ali Nullmeyer                       | SLO   | Meta Hrovat                     |
| Super-G (v)                              | AUT  | Nadine Fest                    | AUT    | Julia Scheib                        | SUI   | Aline Danioth                   |
|                                          |      |                                |        |                                     |       |                                 |
| Parallelle wedstrijd, gemengd landenteam | GER  | Jonas Stockinger Lucia Rispler | RUS    | Alexei Konkow Anastassija Silantewa | FIN   | Sampo Kankkunen Riikka Honkanen |

### Freestyleskiën
| Onderdeel      | Goud | Goud              | Zilver | Zilver           | Brons | Brons                 |
| -------------- | ---- | ----------------- | ------ | ---------------- | ----- | --------------------- |
| Halfpipe (m)   | USA  | Birk Irving       | NZL    | Finn Bilous      | NOR   | Trym Sunde Andreassen |
| Ski-cross (m)  | CAN  | Reece Howden      | BEL    | Xander Vercammen | AUS   | Louis Muhlen          |
| Slopestyle (m) | NOR  | Birk Ruud         | USA    | Alexander Hall   | NZL   | Finn Bilous           |
|                |      |                   |        |                  |       |                       |
| Halfpipe (v)   | GBR  | Madison Rowlands  | USA    | Paula Cooper     | AUT   | Lara Wolf             |
| Ski-cross (v)  | SUI  | Talina Gantenbein | AUS    | Zali Offord      | CZE   | Klára Kašparová       |
| Slopestyle (v) | RUS  | Lana Prusakova    | FRA    | Lou Barin        | GBR   | Madison Rowlands      |

### Langlaufen
| Onderdeel                   | Goud | Goud                  | Zilver | Zilver                | Brons | Brons                 |
| --------------------------- | ---- | --------------------- | ------ | --------------------- | ----- | --------------------- |
| Sprint, klassieke stijl (m) | NOR  | Thomas Helland Larsen | KOR    | Kim Magnus            | NOR   | Vebjørn Hegdal        |
| 10 km, vrije stijl (m)      | KOR  | Kim Magnus            | NOR    | Vebjørn Hegdal        | RUS   | Igor Fedotov          |
| cross (m)                   | KOR  | Kim Magnus            | NOR    | Thomas Helland Larsen | FIN   | Lauri Mannila         |
|                             |      |                       |        |                       |       |                       |
| Sprint, klassieke stijl (v) | SWE  | Johanna Hagström      | RUS    | Joelia Petrova        | NOR   | Martine Engebretsen   |
| 5 km, vrije stijl (v)       | RUS  | Maya Yakunina         | CHN    | Chi Chunxue           | FIN   | Rebecca Immonen       |
| cross (v)                   | SWE  | Moa Lundgren          | SWE    | Johanna Hagström      | FRA   | Laura Chamiot Maitral |

### Noordse combinatie
| Onderdeel                                                             | Goud | Goud                                                                     | Zilver | Zilver                                                                                  | Brons | Brons                                                                 |
| --------------------------------------------------------------------- | ---- | ------------------------------------------------------------------------ | ------ | --------------------------------------------------------------------------------------- | ----- | --------------------------------------------------------------------- |
| Gundersen NH HS 100 + 5 km langlaufen (m)                             | GER  | Tim Kopp                                                                 | USA    | Ben Loomis                                                                              | CZE   | Ondřej Pažout                                                         |
|                                                                       |      |                                                                          |        |                                                                                         |       |                                                                       |
| 3x gundersen normal hill + 3x 3,3 km langlaufen, gemengd landenteam * | RUS  | Igor Fedotov Maya Yakunina Maksim Sergeev Sofia Tikhonova Vitalii Ivanov | NOR    | Vebjørn Hegdal Martine Engebretsen Marius Lindvik Anna Odine Strøm Einar Luraas Oftebro | GER   | Philipp Unger Anna-Maria Dietze Jonathan Siegel Agnes Reisch Tim Kopp |

* In dit medailleonderdeel kwamen twee langlaufers (m/v), twee schansspringers (m/v) en een noordse combinatieskiër per land in actie.

### Schansspringen
| Onderdeel                                | Goud | Goud                                  | Zilver | Zilver                                | Brons | Brons                                    |
| ---------------------------------------- | ---- | ------------------------------------- | ------ | ------------------------------------- | ----- | ---------------------------------------- |
| Jongens                                  | SLO  | Bor Pavlovčič                         | NOR    | Marius Lindvik                        | GER   | Jonathan Siegel                          |
|                                          |      |                                       |        |                                       |       |                                          |
| Meisjes                                  | SLO  | Ema Klinec                            | RUS    | Sofia Tikhonova                       | ITA   | Lara Malsiner                            |
|                                          |      |                                       |        |                                       |       |                                          |
| normal hill HS 100, gemengd landenteam * | SLO  | Bor Pavlovčič Ema Klinec Vid Vrhovnik | GER    | Jonathan Siegel Agnes Reisch Tim Kopp | AUT   | Clemens Leitner Julia Huber Florian Dagn |

* In dit medailleonderdeel kwamen twee schansspringers (m/v) en een noordse combinatieskiër per land in actie.

### Snowboarden
| Onderdeel             | Goud | Goud                                                           | Zilver | Zilver                                                          | Brons | Brons                                                                             |
| --------------------- | ---- | -------------------------------------------------------------- | ------ | --------------------------------------------------------------- | ----- | --------------------------------------------------------------------------------- |
| Cross (vm)            | USA  | Jake Vedder                                                    | AUS    | Alex Dickson                                                    | GER   | Sebastian Pietrzykowski                                                           |
| Halfpipe (m)          | USA  | Jake Pates                                                     | USA    | Nikolas Baden                                                   | SLO   | Tit Štante                                                                        |
| Slopestyle (m)        | USA  | Jake Pates                                                     | RUS    | Vlad Khadarin                                                   | FIN   | Rene Rinnekangas                                                                  |
|                       |      |                                                                |        |                                                                 |       |                                                                                   |
| Cross (v)             | FRA  | Manon Petit                                                    | SUI    | Sophie Hediger                                                  | ITA   | Caterina Carpano                                                                  |
| Halfpipe (v)          | USA  | Chloe Kim                                                      | AUS    | Emily Arthur                                                    | KOR   | Jeong Yu-rim                                                                      |
| Slopestyle (v)        | USA  | Chloe Kim                                                      | FIN    | Elli Pikkujamsa                                                 | FIN   | Henna Ikola                                                                       |
|                       |      |                                                                |        |                                                                 |       |                                                                                   |
| Cross, gemengd team * | GER  | Cornel Renn Celia Funkler Sebastian Pietrzykowski Jana Fischer | SUI    | Sascha Rueedi Talina Gantenbein Pascal Bitschnau Sophie Hediger | MIX   | SWE David Mobaerg SWE Veronica Edebo BUL Valentin Miladinov UKR Daryna Kyrychenko |

* In dit medailleonderdeel kwamen twee freestyleskiërs (m/v) en twee snowboardes per land en/of gemengdteam in actie.

## Sleesporten

### Bobsleeën
| Onderdeel      | Goud | Goud           | Zilver | Zilver           | Brons | Brons           |
| -------------- | ---- | -------------- | ------ | ---------------- | ----- | --------------- |
| Eenmansbob (m) | GER  | Jonas Jannusch | RUS    | Maksim Ivanov    | NOR   | Kristian Olsen  |
|                |      |                |        |                  |       |                 |
| Eenmansbob (v) | GER  | Laura Nolte    | AUT    | Mercedes Schulte | GBR   | Kelsea Purchall |

### Skeleton
| Onderdeel | Goud | Goud                  | Zilver | Zilver              | Brons | Brons           |
| --------- | ---- | --------------------- | ------ | ------------------- | ----- | --------------- |
| Jongens   | RUS  | Jevgeni Roekosoejev   | NOR    | Alexander Hestengen | GER   | Robin Schneider |
|           |      |                       |        |                     |       |                 |
| Meisjes   | GBR  | Ashleigh Fay Pittaway | GER    | Hannah Neise        | FRA   | Agathe Bessard  |